# Emilie Nautnes
Emilie Nautnes (13 januari 1999) is een voetbalspeelster uit Noorwegen. Ze speelt als aanvaller voor Madrid CFF in de Primera División.

## Clubcarrière
Nautnes begon haar carrière voor Gossen IL in de vijfde divisie van Noorwegen. In 2014 vertrok ze naar Fortuna Ålesund waarvoor ze uitkwam in de eerste divisie.
In 2015 maakte ze de overstap naar Arna-Bjørnar. Voor deze club maakte Nautnes haar debuut in de Toppserien, het hoogste Noorse voetbalniveau.
Na vijf seizoen voor Arna-Bjørnar te hebben gespeeld, maakte Nautnes in 2019 de overstap LSK Kvinner. Hier speelde ze alleen in het 2019 seizoen.
In 2022, maakte Nautnes, na twee jaar niet te hebben gevoetbald, de overstap naar Rosenborg BK Kvinner.
Na drie jaar seizoen voor de club uit Trondheim uit te zijn gekomen, stapte Nautnes begin 2025 over naar het Spaanse Madrid CFF. Ze kwam tot zestien wedstrijden en negen doelpunten in haar debuutseizoen in de Spaanse hoofdstad.

## Statistieken
| Seizoen   | Club            | Land      | Competitie       | Wedstrijden | Doelpunten |
| --------- | --------------- | --------- | ---------------- | ----------- | ---------- |
| 2014-2015 | Fortuna Ålesund | Noorwegen | Eerste Divisie   | 25          | 12         |
| 2015      | Arna-Bjørnar    | Noorwegen | Toppserien       | 11          | 3          |
| 2016      | Arna-Bjørnar    | Noorwegen | Toppserien       | 19          | 3          |
| 2017      | Arna-Bjørnar    | Noorwegen | Toppserien       | 21          | 3          |
| 2018      | Arna-Bjørnar    | Noorwegen | Toppserien       | 22          | 8          |
| 2019      | Arna-Bjørnar    | Noorwegen | Toppserien       | 9           | 3          |
| 2019      | LSK Kvinner     | Noorwegen | Toppserien       | 12          | 1          |
| 2022      | Rosenborg BK    | Noorwegen | Toppserien       | 23          | 7          |
| 2023      | Rosenborg BK    | Noorwegen | Toppserien       | 26          | 7          |
| 2024      | Rosenborg BK    | Noorwegen | Toppserien       | 25          | 5          |
| 2024/25   | Madrie CFF      | Spanje    | Primera División | 16          | 9          |
| Totaal    | Totaal          | Totaal    | Totaal           | 195         | 59         |

Laatste update: 3 augustus 2025

## Interlandcarrière
Nautnes is als jeugdinternational uitgekomen voor jeugdteams van Noorwegen.
In 2019 maakte ze onderdeel uit van de selectie van Noorwegen voor het EK onder 19 in Schotland.
Ze werd voor het eerst opgeroepen voor het Noorse nationale team in 2019. 
In 2019 werd Nautnes opgenomen in de selectie van Noorwegen voor het WK 2019 in Frankrijk. Nautnes kwam niet in actie op dit eindtoernooi.